# Loi en faveur du travail, de l'emploi et du pouvoir d'achat
Lire en ligne

lire en ligne

La loi du 21 août 2007 en faveur du travail, de l'emploi et du pouvoir d'achat, abrégée « loi TEPA » et surnommée « paquet fiscal » est une loi française destinée à accroître l'activité économique et l'emploi promulguée le 21 août 2007.

## Historique
Le gouvernement a déclaré l'urgence sur ce projet de loi le 29 juin 2007. Le projet de loi « en faveur du travail, de l'emploi et du pouvoir d'achat », a été adopté, dans les conditions prévues à l'article 45, alinéa 3, de la Constitution, par les deux chambres du Parlement français, le 1er août 2007. 
Dans une décision du 16 août 2007, le Conseil constitutionnel a déclaré le texte conforme à la constitution sauf en ce qui concerne le caractère rétroactif de la mesure mettant en place un crédit d'impôt institué pour favoriser l'acquisition de l'habitation principale (article 5). La loi est applicable depuis le 22 août 2007, date de sa publication au Journal officiel (loi no 2007-1223).

## Les objectifs
Le principal objectif de la loi TEPA est d'augmenter la croissance économique en augmentant le capital productif de l'économie et les heures travaillées (politique de l'offre), par le biais de l'allègement des cotisations sociales sur les heures supplémentaires (réduction du coût du travail) ainsi que l'encouragement de l'investissement dans les PME. Selon le président Nicolas Sarkozy et la ministre de l'Économie, des Finances et de l'Emploi Christine Lagarde, il doit permettre de créer un choc de confiance. Un autre objectif du TEPA est de freiner le départ des capitaux et des grandes fortunes vers l'étranger en mettant en place un régime fiscal moins dissuasif.

## Les mesures

### Défiscalisation et réduction des cotisations applicables aux heures supplémentaires
L'article premier du projet de loi TEPA prévoit d'exonérer de l'impôt sur le revenu (IR) les heures supplémentaires effectuées à partir du 1er octobre 2007 (Défiscalisation des heures supplémentaires), et allège les cotisations sociales pour les salariés et les employeurs ayant recours aux heures supplémentaires. Les employeurs pourront recourir, en cas de besoin, au volume d'heures supplémentaires qui leur semblera nécessaire, sans majoration du coût du travail.
Cette mesure a pour objectif d'augmenter le nombre d'heures travaillées afin de relancer la croissance et de redonner du pouvoir d'achat aux français. Elle répond au slogan de Nicolas Sarkozy, lancé lors de la campagne présidentielle, « travailler plus pour gagner plus ».
Cette mesure ne fait pas l'unanimité chez les observateurs. Les économistes tel Olivier Blanchard et Michel Godet, qui ont été à un moment proches du président, contestent sa mise en œuvre tandis que le premier président de la Cour des comptes, Philippe Séguin, s'inquiète de l'impact de la mesure sur les comptes sociaux.
Par ailleurs les observateurs soulignent un risque accru de fraude (des heures non défiscalisables pourraient le devenir par un changement du nombre d'heures de travail dans le contrat).
Dans un rapport du Conseil d'analyse économique rédigé par Patrick Artus, Pierre Cahuc et André Zylberberg, ceux-ci soulignent qu'« un allègement des prélèvements obligatoires sur les heures supplémentaires accroît le pouvoir d’achat de ceux qui travaillent au-delà de la durée légale. Néanmoins, en contrepartie, le financement de cet allègement réduit le revenu des salariés qui ne font pas d’heures supplémentaires ». Selon eux, « une diminution du taux de majoration des heures supplémentaires entraine une augmentation de la demande d’heures supplémentaires de la part des entreprises et une substitution des heures de travail aux postes de travail défavorable à l’emploi et au revenu global. Cet effet défavorable est néanmoins contrebalancé par une diminution du coût global du travail. En théorie, l’impact sur l’emploi et le revenu d’une hausse du taux de majoration des heures supplémentaires est donc ambigu ». « Au total, l’impact sur l’emploi et l’ensemble des revenus d’un allègement des prélèvements obligatoires sur les heures supplémentaires est incertain lorsque son financement est pris en compte. Mais là n’est pas l’essentiel : un inconvénient majeur de ce type de mesure est qu’il risque de favoriser des comportements "opportunistes". Ainsi, un employeur et son salarié peuvent conjointement gagner à abaisser (ou à ne pas augmenter) le taux de salaire des heures normales et à déclarer fictivement des heures supplémentaires (ce qui est très difficilement contrôlable) afin de bénéficier des avantages fiscaux ».
D'après de récents sondages, cette mesure serait largement bien accueillie par les entreprises ainsi que les salariés. Dans un sondage IFOP du 27 mars 2008, 76 % des salariés soutiennent les mesures sur les heures supplémentaires. 
Coût estimé : 5 à 6 milliards d'euros sur 3 ans, soit de l'ordre de 2 milliards par an, si le volume d'heure supplémentaire reste stable (le gouvernement visant une augmentation de ce volume). 
Suivi : 900 millions d'heures supplémentaires ont été réalisées en 2007. Selon le président de la commission des finances de l’Assemblée nationale, Didier Migaud (PS), le gain moyen par salarié réalisant 32 heures sup sur l’année est de l’ordre de 111 euros par an, soit moins de 10 euros par salarié et par mois. Une part notable des salariés concernés n'est pas imposable au titre de l'impôt sur le revenu.
De plus, certaines personnes pensent que cette mesure serait en partie responsable de la hausse rapide du chômage à partir du 2e semestre 2008. C'est par exemple l'avis d'Éric Heyer.
La loi no 2012-958 du 16 août 2012 a :
- abrogé l’exonération fiscale des heures supplémentaires pour l'IRPP (article 81 quater CGI) ;
- abrogé la réduction des cotisations sociales salariales sur les heures supplémentaires (article L241-17 CSS) ;
- limité la déduction forfaitaire de cotisations patronales (article L241-18 CSS)[11].

### Crédit d'impôt sur le revenu (IR) sur les intérêts d'emprunt immobilier
Il est créé un crédit d'impôt sur le revenu équivalent à 40 % la première année, puis 20 % les quatre suivantes du montant des intérêts payés retenus dans la limite annuelle de 3 750 € pour les personnes seules et 7 500 € pour les couples, majoré de 500 € par personne à charge durant les cinq premières années, pour l'achat d'une résidence principale.
L'aide sur 5 ans est plafonnée à 18 750 € pour une personne seule et à 37 500 € pour un couple, qui rembourserait respectivement 93 750 € et 187 500 € d'intérêt sur les 5 premières années sans la majoration pour personne à charge.
L’avantage fiscal ne concerne que les seuls intérêts d’emprunts contractés pour une opération de construction ou d’acquisition intervenant à compter du 22 août 2007. 
À l'origine, l'article concernait les ménages ayant acheté un bien immobilier dans les cinq dernières années.
La décision du 16 août 2007 du Conseil Constitutionnel empêche la rétroactivité du texte et la mesure ne sera applicable qu'à partir de la publication de la loi. 
Coût estimé : 3,7 milliards d'euros par an selon la ministre, 7,7 milliards d'euros selon le Conseil Constitutionnel si la rétroactivité avait dû être validée.

### Allègement des droits de succession
La réduction des droits de succession (droits de mutation) était une des grandes promesses de campagne de Nicolas Sarkozy ; pour un coût évalué à 2,27 milliards d'euros, le nombre de successions exonérées de droits passerait à 95 %, seuls les héritages les plus élevés restant imposés.
Un rapport du Sénat en 2002 évaluait que « seul un petit quart des successions donneraient lieu à perception de droits et que ce sont près de 90 % des transmissions entre époux et 80 % en ligne directe, qui ne donnent pas (lieu) à perception de droits ». Le changement portera donc sur des successions de montant sensiblement supérieure à la moyenne.
La liste complète des nouveaux allégements est :
- suppression des droits de succession pour le conjoint survivant, que le couple soit marié ou pacsé ;
- abattement par enfant : 100 000 € (tous les montants suivants sont du barème 2012) ;
- abattement pour les personnes handicapées quel que soit leur lien de parenté : 159 325 € ;
- abattement pour les frères et sœurs : 15 932 €. Certaines successions entre frères et sœurs peuvent être exonérées de taxation à la triple condition :

1. qu'il soit, au moment du l'ouverture de la succession, célibataire, veuf, divorcé ou séparé de corps,
2. qu'il soit, toujours au moment de l'ouverture de la succession, âgé de 50 ans ou atteint d'une infirmité le mettant dans l'impossibilité de subvenir par son travail aux nécessités de l'existence,
3. qu'il ait été constamment domicilié avec le défunt pendant les cinq années ayant précédé le décès.

- l'abattement est augmenté à 7 967 € pour les neveux et nièces et est étendu aux successions.

Une nouvelle disposition concerne les dons familiaux de sommes d'argent : si le donateur a moins de 65 ans, il peut donner jusqu'à 30 000 € en pleine propriété à son enfant ou petit-enfant majeur, ou à défaut d'une telle descendance à son neveu ou sa nièce majeur. Ce plafond n'est pas renouvelable contrairement aux abattements.

### Aménagement de l'impôt de solidarité sur la fortune
Les députés ont porté de 20 à 30 % l'abattement d'impôt de solidarité sur la fortune (ISF) sur la résidence principale.
A également été votée une réduction de 75 % d'ISF dans la limite de 50 000 euros pour les contribuables qui investissent dans des PME non cotées, avantage fiscal ramené à 50 % dans la limite de 45 000 euros pour l'ISF 2011 ou des holdings ISF qui elles-mêmes vont sélectionner des PME cibles et procéder aux investissements, pour le compte des assujettis à l'ISF. Autre possibilité, faire des dons aux établissements publics et privés de recherche, aux fondations reconnues d'utilité publique et aux entreprises, associations, ateliers et chantiers d'insertion. Une réduction plus faible (dans la limite de 20 000 euros, ramenée à 18 000 euros pour l'ISF 2011) est prévue lorsque l'investissement est effectué au travers d'un FIP (FIP ISF) ou d'un FCPI ISF. 
En 2008, cette mesure a permis à 73 200 contribuables d'injecter 1,1 milliard d'euros dans le capital des PME, montant porté à 1,12 milliard d'euros en 2009. Mais, les investissements sont allés en grande partie vers des PME peu risquées et ont profité aux entreprises de ceux qui connaissent des assujettis à l’ISF. Ce phénomène a donc permis aux assujettis à l'ISF de ne pas payer d'impôt tout en obtenant des plus values en investissant là où les besoins sont moins flagrants.

### Abaissement du bouclier fiscal
La loi abaisse le bouclier fiscal à 50 % à partir de 2008, contre 60 % précédemment. 234 397 personnes seraient concernées. L'Assemblée a rejeté un amendement de Charles de Courson (NC) visant à exclure la CSG et la CRDS du bouclier fiscal. Coût prévu : 650 millions d'euros. 
Coût constaté : Le bouclier fiscal a coûté 246 millions d'euros (M€) en 2007 (année fiscale 2006) et 458 M€ en 2008 (année fiscale 2007)[réf. nécessaire]. 13 998 contribuables ont bénéficié d'une restitution d'impôt en 2008 pour un gain moyen de 33 000 euros, contre 16 000 en 2007. Les deux tiers des bénéficiaires ont un revenu fiscal inférieur à 12 991 euros, mais plus de 99 % des sommes vont à des contribuables assujettis à l'Impôt de solidarité sur la fortune (ISF), et plus de 90 % des sommes sont versées à des foyers disposant d'un patrimoine supérieur à 7,36 millions d'euros.

### Défiscalisation des salaires des étudiants
Jusqu'en 2006, cette exonération était limitée aux « emplois d'été » des jeunes de moins de 21 ans, dans la limite de deux fois le SMIC. Depuis la loi TEPA en 2007, l'exonération concerne désormais tous les salaires perçus par les élèves ou étudiants de moins de 26 ans, dans la limite de trois fois le SMIC soit 4 013 € pour l'année 2009. 
Cette exonération se fait sur option et concerne uniquement "la fraction des salaires perçus par les jeunes âgés de moins de 26 ans au 1er janvier de l'année d'imposition, pendant l'année scolaire ou universitaire ou durant les périodes de congés scolaires ou universitaires, dans la limite annuelle de 3 fois le montant mensuel du SMIC". 
Les jeunes qui optent pour l'exonération déclarent seulement la fraction des salaires qui excède trois fois le SMIC.
Coût estimé : 30 millions d'euros.

### Encadrement des «parachutes dorés»
Le texte étend les dispositions de la loi de confiance et de modernisation de l’économie du 26 juillet 2005 concernant les « parachutes dorés » versés aux dirigeants en imposant aux entreprises de mettre en conformité les conventions existantes. La loi de 2005 avait imposé que l'attribution de tels parachutes dorés fassent l'objet de conventions réglementés (approuvées par le conseil d'administration et l'assemblée générale des actionnaires). La loi TEPA demande que ces conventions énoncent des critères de performance et qu'elles soient rendues publiques.
Le texte concerne aussi l'attribution de stock-options. Un amendement impose que l'attribution des indemnités de départ, dont les modalités seront fixées dès le départ, sera désormais soumise non seulement aux performances du bénéficiaire mais également de la société qu'il dirige.
Les engagements en cours dans les entreprises devront être mis en conformité avec la nouvelle loi dans un délai de 18 mois à compter de sa publication.
L'amendement dit « Bouvard », qui entendait rendre imposables pour les entreprises les indemnités de départ dépassant le million d'euros, a été supprimé par les sénateurs.

### Revenu de solidarité active
Le texte prévoit la mise en place expérimentale dans 34 départements d'un revenu de solidarité active (RSA) destiné à inciter les bénéficiaires d'un minimum social à retrouver un emploi en leur garantissant leur revenu (revenu garanti).

### Imposition minimale
La ministre de l'économie devra présenter au Parlement avant le 15 octobre 2007 un rapport sur les modalités de mise en place d'une « imposition minimale », destinée à éviter que des contribuables, par le jeu des niches fiscales, puissent échapper à l'impôt.
Cette idée a été abandonnée à la suite de la remise du rapport, qui conclut que soit l'imposition serait trop compliquée pour ne pas risquer d'être rejetée par le Conseil Constitutionnel, soit elle serait trop large et toucherait des catégories ne relevant pas des niches fiscales.

## Les coûts projetés
Selon Le Monde, le montant projeté des mesures du « paquet fiscal » se monte à plus de 12.61 milliards d'euros pour l'année 2008 et 13 milliards d'euros par an à partir de 2009.
Selon un rapport transmis par Bercy aux députés le 17 mars 2009, la loi Tepa aurait coûté 7,7 milliards d'euros à l'État en 2008, qui se décomposeraient pour l'essentiel comme suit : 4,3 milliards pour les mesures concernant les heures supplémentaires, 460 millions pour le bouclier fiscal, 2 milliards pour les droits de mutation à titre gratuit, 650 millions pour l'affectation de l'ISF aux PME et la hausse de la décote sur la résidence principale, et 250 millions pour le crédit d'impôt sur les intérêts d'emprunts.

## La polémique autour du coût et de l'efficacité du TEPA
Pour de nombreux observateurs (économistes, analystes financiers, politiques), l'efficacité du TEPA doit être relativisée,.
En effet, les mesures du TEPA favoriseraient avant tout la relance de la demande alors que de nombreux économistes et analystes estiment que le redémarrage de la croissance passe par une politique de relance par l'offre (Voir Offre et demande). Selon eux une relance de la demande n'est pas synonyme de gain de point de croissance pour la France car la demande peut être orientée vers des produits fabriqués ou vendus à l'étranger.
D'ailleurs selon le rapporteur du budget UMP à l'Assemblée nationale, Gilles Carrez, le paquet fiscal pourrait accroître le déficit commercial de la France. 
L'OFCE dans un rapport intitulé « Le « choc » fiscal tiendra-t-il ses promesses ? » a un avis mitigé sur l'efficacité du paquet fiscal estimant que « les mesures ayant trait à l'ISF ou aux droits de succession devraient avoir un impact initial faible au niveau macroéconomique, alors qu'elles constituent un tiers de la dépense fiscale »,.
L'autre critique concerne le coût budgétaire élevé du paquet fiscal qui risque de ne pas être proportionné aux avantages économiques qu'il peut procurer.
 C'est l'avis des présidents des commissions des Finances de l'Assemblée nationale et du Sénat, Didier Migaud et Jean Arthuis, considérant qu'il « est incontestablement coûteux puisqu'il entraînera des pertes de ressources fiscales évaluées à 1,5 milliard d'euros en 2007, 10 milliards en 2008, 13 milliards en 2009 et 15 milliards en 2010 », et mettant en doute « le principe qui voudrait qu'activer la consommation c'est doper la croissance. Cela permet sûrement de créer des emplois mais bien souvent des emplois hors de France ».
Le diagnostic est partagé chez Natixis, pour qui en l’absence de mesures prises pour en compenser (financer) le coût (estimé autour de 15 milliards d’euros en année pleine), « son impact sur la trajectoire des finances publiques sera relativement prononcé, en particulier si l’environnement international venait à se dégrader. Ceci illustre l’inadéquation d’une politique d’entretien de la croissance par le soutien de la demande dans une économie ouverte en déficit d’offre, et souligne ainsi l’intérêt d’une politique visant à accroître véritablement le potentiel de production de l’économie française. »
Selon EcoWeek, hebdomadaire d'analyse de BNP Paribas, le paquet fiscal est un « pari risqué » et « Malgré la cohérence apparente de la stratégie d'ensemble, le budget 2008 représente un pari sur la croissance, assez risqué dans une économie ouverte à la compétitivité détériorée, notamment vis-à-vis de l'Allemagne - qui récolte aujourd'hui les fruits de son avance dans les réformes. [...] sans effet positif sur la croissance, le train fiscal (entre 12 et 15 milliards d'euros en année pleine) conduirait le gouvernement soit à une dégradation des ratios de déficit et dette publics - contrairement aux engagements européens de la France - soit à préserver les finances publiques au prix d'une politique plus restrictive par ailleurs, ce qui réduirait sa marge de manœuvre pour mener à bien les réformes structurelles. »
Enfin des observateurs[réf. nécessaire] ont critiqué le fait qu'une part notable de l'effort budgétaire consenti le soit au profit de catégories sociales favorisées (allègement des droits de succession, aménagement de l'impôt sur la fortune, abaissement du bouclier fiscal, voire, pour une part crédit d'IR sur les intérêts d'emprunt immobilier).

### Défiscalisation des heures supplémentaires
D'après certains, la seule mesure de la loi TEPA non rabotée en 2011 est la défiscalisation des heures supplémentaires.
D'après le rapport parlementaire de 2011, dirigé par député de la majorité Jean-Pierre Gorges et le député de l'opposition Jean Mallot, le système serait inefficace et d'un coût excessif.
Cette loi a conduit à un manque annuel de 4,5 milliards d'euros dans les finances publiques, soit 0,23 % du PIB, alors que la mesure n'a rapporté que 0,15 % de PIB.
Le cumul des deux avantages, heures rémunérées au brut et déductibilité de l'impôt sur le revenu, a permis à 9,4 millions de salariés de gagner 3,2 milliards d'euros, soit une moyenne de 500 euros par an, ou 42 euros par mois.
La défiscalisation ne profite ni aux non salariés ni aux salariés à temps partiel. La défiscalisation de l'impôt sur le revenu ne bénéficie qu'aux seuls salariés imposables. En pratique, cette mesure profite davantage aux hommes, ayant un emploi stable, dans les secteurs de la métallurgie et de la restauration. 
La défiscalisation des heures supplémentaires a permis de réduire le nombre d'employés de la fonction publique d’État, par le non-remplacement d'un fonctionnaire sur deux partant à la retraite. Dans la fonction publique hospitalière, elle a permis de pallier la pénurie de main-d'œuvre.[réf. nécessaire]
Dans le secteur privé cette loi a permis une optimisation fiscale. Si le nombre d'heures supplémentaires a augmenté (25 %), le nombre d'heures totales travaillées est resté stable : « il n'y a pas eu d'heures supplémentaires supplémentaires ».
Cette optimisation fiscale est bénéfique pour les entreprises avec un gain de 1,3 milliard d'euros par an en moyenne.
Les deux députés concluent leur rapport en indiquant qu'ils sont favorables à un arrêt de cette mesure. L'UMP Jean-Pierre Gorges souhaite toutefois maintenir cette mesure pour l'évaluer en période de croissance.
À partir du 1er janvier 2012 les choses avaient notablement changé avec la prise en compte de la rémunération des heures supplémentaires dans le calcul de réduction des cotisations patronales (réduction dite Fillon). En effet depuis le 1er janvier 2012 l'accomplissement d'heures supplémentaires entraîne une augmentation du taux horaire effectif moyen ce qui conduit à diminuer la réduction Fillon et donc à augmenter les cotisations patronales.
La défiscalisation des heures supplémentaires prévues par la loi TEPA a été abrogée dans la nuit du mardi au mercredi 18 juillet 2012. Depuis le 1er août 2012, l'exonération de ces heures de l'impôt sur le revenu est supprimée et depuis le 1er septembre 2012, les exonérations de cotisations sociales sont également supprimées. Seules sont maintenues les exonérations patronales dans les entreprises de moins de 20 salariés.

### Sources
- « Les principaux points du "paquet fiscal" adopté par l'Assemblée nationale », Le Monde, 17 juillet 2007
- Florence Moulin et Daniel Schmidt, Les fonds de capital investissement : principes juridiques et fiscaux, Gualino / Lextenso éditions, 3e édition (à jour de la Directive AIFM), décembre 2014, préface Gérard Rameix (Président de l'AMF), 800p  (ISBN 978-2-297-00582-1).